# Ae 3/6II
Les Ae 3/6II sont des locomotives électriques des chemins de fer fédéraux suisses, entrées en service entre 1924 et 1926, et retirées entre 1965 et 1977.